# 金瓶掣籤
金瓶掣籤（きんべいせいせん）は、ダライ・ラマやパンチェン・ラマなど高位の化身ラマの転生霊童を決定する際に用いる、「金瓶」（きんぺい）と籤（くじ）による選定法。清・ネパール戦争（グルカ戦争とも、1788年 - 1789年と1791年 - 1792年）の戦後処理の一環として清朝が導入した。

## 歴史
チベット仏教圏独特の化身ラマ（活仏）制は、教団や寺院などにおける高僧の地位を「生まれ変わり」によって継承させる制度で、14世紀ごろカルマ派で制度化されたのを皮切りに、次第に諸宗派に普及していったもので、元来はその僧侶を信仰する教団、寺院、信者が独自に選出し、認定していた。
14–16世紀、明朝に使者を派遣した教団の管長たちに、明朝皇帝から称号を贈ることはあったが、「化身ラマの認定権」そのものは、それぞれの宗派・寺院・信者に属していた。
1642年以降、ダライ・ラマがチベットの国主となり、宗派を超えたチベットの宗教界の最高権威となったが、ダライラマの関与は、もともとダライラマが所属していたゲルク派を中心とするもので、全宗派のあらゆる化身ラマに及ぶものではなかった。
清朝による「化身ラマ認定」への関与も、基本的に、教団・寺院・信者たちで決定した者を追認するものにとどまるものであった。
1788年 - 1789年と1791年 - 1792年に勃発した「清・ネパール戦争」の戦後処理として、清朝の乾隆帝は、行政・教団運営・軍事制度・対外交易などチベットの様々な分野の制度改革を行わせた。この時の制度改革の一環として、金瓶が北京よりラサに送られ、ダライラマ、パンチェンラマなど一部の高位化身ラマの転生者を決定するのに使用する「金瓶掣籤」制度が発足することになったのである。

## 方法
前世の記憶をもとに先代のダライ・ラマやパンチェン・ラマの生まれ変わり（転生霊童）とみられる子供たちを複数の候補として選び出し、彼等の名前と生年月日を記した木製の札を金の壷（掣籤金瓶または御賜金瓶）に入れて、博学なラマが7日間祈祷した後に釈迦如来像の前で籤（くじ）を引いて選ぶ。

## 清国の行政法規への組み込み
戦争の戦後処置として、清朝の派遣軍司令官フカンガ (Fukannga, 福康安)は、相次いで、貿易に関する処置、チベット軍の軍政改革、貨幣鋳造に関する方策、金瓶による化身ラマ認定プロセスへの関与、善後章程六条、善後規定十八条などを上奏し、順次、乾隆帝の裁可をうけた（臣下の上奏文に皇帝が裁可のコメントをつけた段階で法律として発効、原本と写しが北京と現地で保存される。→この段階で本来の「章程」）。
フカンガをはじめとする清朝の文武官吏は、裁可をうけた項目を二十九条に整理してチベット訳し、チベット政府側に伝達した。中華人民共和国の学者たちは、この伝達文書には『中国語または満洲語で書かれ、あらためて皇帝の裁可をうけた「原本」』があるはずと考え、いまのところ未発見の「原本」とこの伝達文書をあわせて「欽定蔵内善後章程二十九章」(zh)と呼称している。
チベット側への伝達文書には、金瓶と籤による化身ラマの認定に関する記述が第一条に記載されている。
チベットに関する清朝の法令は、モンゴルや新疆・ロシア等に関する諸規定とあわせて整理され、理藩院則例として集大成された。